# Jezioro Kortowskie

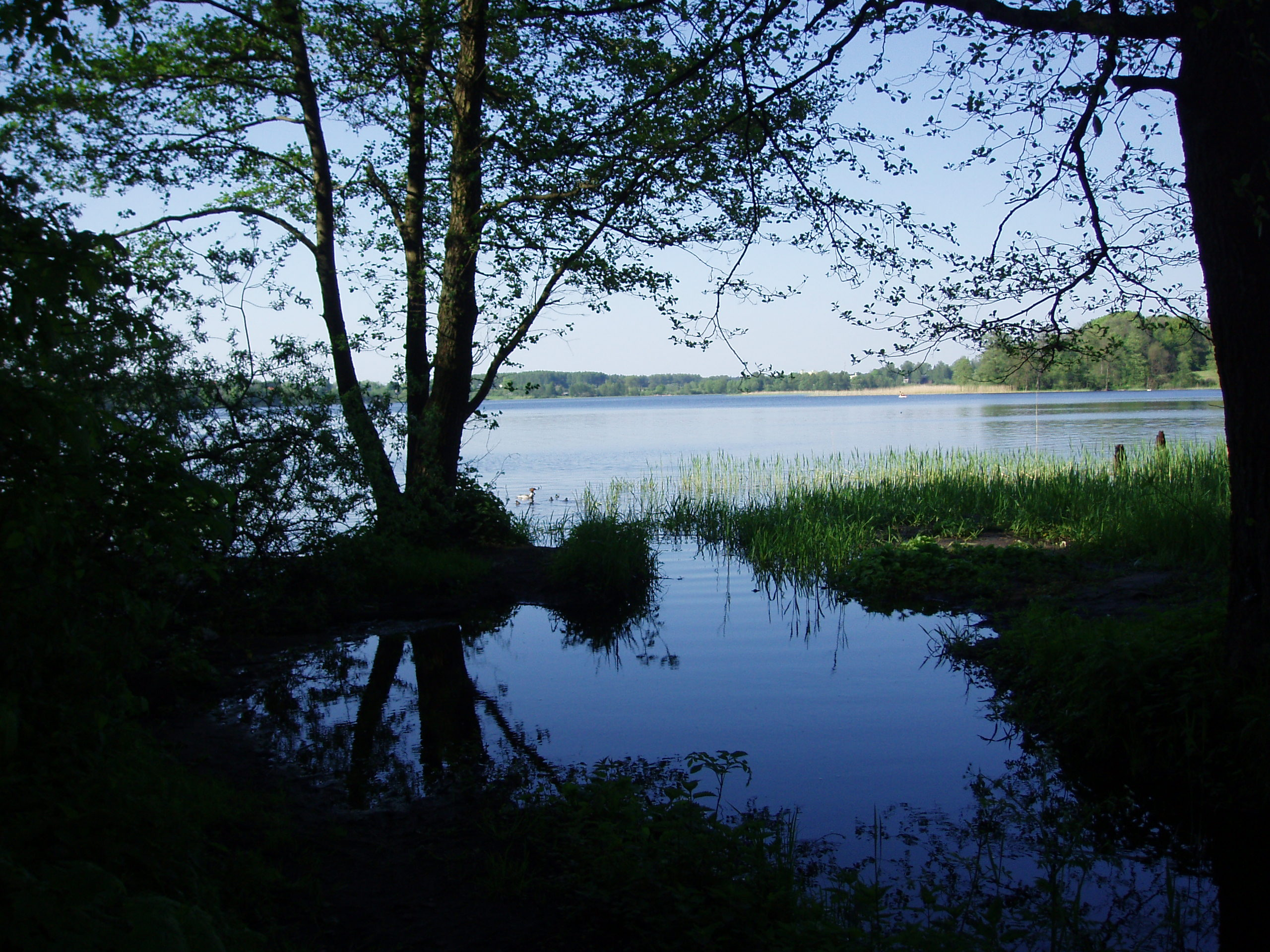
Jezioro Kortowskie

Jezioro Kortowskie – jezioro przepływowe położone w południowo-zachodniej części Olsztyna w bezpośrednim sąsiedztwie dzielnic Słoneczny-Stok, Dajtki i Kortowo – miasteczko uniwersyteckie Uniwersytetu Warmińsko-Mazurskiego, w zlewni Łyny-Pregoły.
Jest to pierwsze na świecie jezioro poddane technicznej metodzie rekultywacji zwanej eksperymentem kortowskim (od 1956 roku).
- Objętość: 5,323 × 106 m³
- Powierzchnia: 89,7 ha
- Głębokość maksymalna: 17,2 m
- Głębokość średnia: 5,9 m
- Głębokość względna: 0,02
- Wskaźnik głębokościowy: 0,34
- Długość maksymalna: 1660 m
- Szerokość maksymalna: 715 m
- Długość linii brzegowej: 4800 m
- Wysokość n.p.m: 103,2 m

W związku z rekultywacją Jeziora Kortowskiego metodą usuwania wód hypolimnionu, wysokość zwierciadła wody w jeziorze może być sztucznie regulowana i od 1956 roku górny dozwolony poziom piętrzenia wody w zbiorniku wynosi 103,2 m n.p.m.
W misie jeziorowej wyróżnia się część północną o maksymalnej głębokości 15,7 m (Ploso Północne), środkową o jednostajnej głębokości 6 m zwaną Międzyplosiem oraz południową z maksymalną głębokością 17,2 m (Ploso Południowe). Linia brzegowa jest słabo rozwinięta, brzeg zachodni jest zalesiony. Nad jeziorem znajduje się plaża (na terenie UWM) oraz przystań żeglarska. Jezioro Kortowskie określane jest jako leszczowe.
Geneza zbiornika jest odmiennie podawana przez różnych autorów. Braun (1903) zaliczył je do jezior moreny dennej, o czym (jego zdaniem) świadczy wyspa w północnej części zbiornika. Według Synowca (1965) Ploso Północne ma charakter rynny wyżłobionej przez wody topniejącego lodowca, Międzyplosie jest zbudowane z utworów fluwioglacjalnych rozmytych przez fale, a Ploso Południowe ma charakter wytopiskowy.
Kortowskie jest jeziorem przepływowym. Do zbiornika wpadają małe śródleśne strumienie: Potok Leśny, Potok Starodworski i Potok Parkowy oraz mała rzeczka Kortówka wypływająca z Jeziora Ukiel i łącząca Jezioro Kortowskie z rzeką Łyną. Brzegi jeziora są niskie, jedynie miejscami wysokie i strome.
Topograficzna zlewnia całkowita Jeziora Kortowskiego zajmuje powierzchnię 3 799,7 ha, a zlewnia bezpośrednia 102,1 ha.
Dominująca roślinność: moczarka kanadyjska (Elodea canadensis), trzcina pospolita (Phragmites australis), pałka wąskolistna (Typha angustifolia) i szerokolistna (T. latifolia), oczeret jeziorny (Schoenoplectus lacustris), manna mielec (Glyceria maxima), wywłócznik kłosowy (Myriophyllum spicatum), rogatek sztywny (Ceratophyllum demersum), rdestnica przeszyta (Potamogeton perfoliatus), grążel żółty (Nuphar lutea).